# Patrick Hürlimann
Patrick Hürlimann, född den 9 juli 1963 i Zug i Schweiz, är en schweizisk curlingspelare.
Han tog OS-guld i herrarnas curlingturnering i samband med de olympiska curlingtävlingarna 1998 i Nagano.